# Недостаточность птерин-4-альфа-карбиноламиндегидратазы
Недостаточность птерин-4-альфа-карбиноламиндегидратазы — заболевание, вызываемое нарушением работы фермента птерин-4-альфа-карбиноламиндегидратаза, участвующего в цепочке синтеза тетрагидробиоптерина. По состоянию на 2020 год недостаточность птерин-4-альфа-карбиноламиндегидратазы была самым редко описываемым в медицинских журналах типом недостаточности тетрагидробиоптерина.

## Симптомы
У пациентов, как правило, отсутствуют заметные симптомы, однако в некоторых случаях наблюдаются преходящие неврологические нарушения в младенчестве. Возможно развитие гипомагниемии и MODY-3-подобного сахарного диабета в пубертатном периоде.

## Диагностика
При заболевании развивается слабо- или умеренно-выраженная гиперфенилаланинемия, поэтому подозрение на наличие заболевания обычно возникает при обнаружении повышенного уровня фенилаланина. Для уточнения диагноза требуются дополнительные анализы. При заболевании обнаруживаются повышенные уровни примаптерина, особенно в образцах мочи. Концентрация биоптерина может быть сниженной либо нормальной, а неоптерина — нормальной либо повышенной.

## Терапия
Для нормализации уровней фенилаланина может быть назначена диета с ограничением фенилаланина. Дополнительно с этой же целью может быть назначен сапроптерин. Согласно консенсусному руководству, опубликованному в 2020 году, у большинства пациентов гиперфенилаланинемия носит слабовыраженный характер, поэтому после первого года жизни допускается пробное ослабление либо отмена диеты и/или сапроптерина с тщательным контролем уровней фенилаланина.